# Paramelomys rubex
Paramelomys rubex је врста глодара из породице мишева (лат. Muridae).

## Распрострањење
Врста је присутна у Индонезији и Папуи Новој Гвинеји.

## Станиште
Врста Paramelomys rubex има станиште на копну.

## Угроженост
Ова врста није угрожена, и наведена је као последња брига јер има широко распрострањење.

### Популациони тренд
Популација ове врсте је стабилна, судећи по доступним подацима.